# (99) Dice
Dike és l'asteroide núm. 99 de la sèrie. Fou descobert el 28 de maig del 1868 per l'Alphonse Borrelly a Marsella. Fou el seu primer asteroide descobert. És un asteroide força gran i fosc del cinturó principal. El seu nom es deu a la deessa Dice de la Justícia Moral a la mitologia grega.